# CANAAN
『CANAAN』（カナン）は、P.A.WORKS制作による日本のテレビアニメ作品。2009年7月から9月まで放送された。発表当初のタイトルは『428 the animation』。

## 概要
チュンソフトのコンピュータゲームソフト『428 〜封鎖された渋谷で〜』に収録されているTYPE-MOON制作のボーナスシナリオを題材としている。
ゲーム本編は「日本の渋谷」が主な舞台だが、本作は「中国の上海」が舞台となっている。主人公の持つ共感覚が、ストーリーの中心にある。
平成21年度の第13回文化庁メディア芸術祭アニメーション部門審査委員会推薦作品に選ばれた。

## あらすじ
渋谷を襲ったウーアウイルス・テロから2年……。被害者の一人である大沢マリアは、「ヘヴン出版」の新人カメラマンとして雇われ、古参のライター御法川実と共に上海を訪れる。
そこでマリアは、犯罪組織「蛇」をめぐる紛争に巻き込まれ、「鉄の闘争代行人」の異名を持つ友人カナンと再会し助けられる。カナンは「蛇」の首魁である宿縁の相手、アルファルドと戦いを繰り広げ、その彼女をマリア、御法川が追う。
「蛇」の陰謀に関わる各国諜報組織も見え隠れし、カナンを中心に人々の運命が動いていく。

## 登場人物

### メインキャラクター
カナン（Canaan）
声 - 沢城みゆき
主人公。身長162cm。独立している五感を同時に機能させる能力（共感覚）を持つ“鉄の闘争代行人”。20歳。左腕に蛇の入れ墨がある。好物はスティックシュガー。オリーブドラブ色のフレームを組み込んだベレッタPx4 Stormを愛用（幼少期はベレッタM93Rの初期モデルを使用）。9x19mmパラベラム弾のホローポイントを使用している。
共感覚と優れた戦闘技術により超人的な戦闘能力を発揮する。
大沢マリアとは中東の街で暴漢に襲われていたところを助けた縁で友人。普段は暴力に染まった生業を持つとは思えぬほど鷹揚な性格を見せる女性。 マリア曰く足のサイズは22.5cm。
幼い頃、戦争により家族を失ったところをシャムに拾われ育てられる。共感覚のため兵士にはまったく向いておらず、単独での任務に突出した成果を見せていき、特殊工作員・暗殺者としての資質を開花させていく。
生来の共感覚者だがウーアウイルスの影響でその力は強化されており、それにより戦闘技術の師であるシャムが（シャム自身を超越していく存在であるという意味で）「絶望」と呼ぶほどの能力を持つに至った。
NGOの夏目に依頼され宿敵、アルファルド・アル・シュヤが率いる組織「蛇」との戦いに臨む。一度はアルファルドに敗北し、上海の国際会議場を占拠した「蛇」との戦闘では共感覚を失った。その後乗り込んだ「蛇」の研究施設「ファクトリー」では完全に能力を取り戻したが、サンタナ、ハッコーの死で初めて恐怖感を覚え、アルファルドとの決戦の前には鋭敏すぎる共感覚のため死者たちの幻覚を見る。しかし苦闘の末、アルファルドを最後には圧倒して勝利した。
マリアたちと別れた後も闘争代行人を続けており、最終話のラストシーンでは再びアルファルドと相見えることが仄めかされている。
漫画版『CANAAN』ではアルファルドの策略で共感覚を失い追い詰められるも、戦いの最中、失くした感覚を補ってアルファルドに勝利した。番外編では羽根突きや風呂のことを知らなかったりするなどの一面を見せている。
アルファルド・アル・シュヤ（Alphald al Shua）
声 - 坂本真綾
犯罪組織「蛇」のリーダーである女。身長167cm。カナンと同じように左腕に蛇の刺青を持つ。ビジネスとなる生物兵器としてボナーを求め、「蛇」を率い裏社会で暗躍する。愛用の銃はFN Five-seveNのUSGモデル。
共感覚のような特殊能力を持たずとも冷徹・怜悧な戦法と、高い戦闘能力でカナンを苦しめる。カナンより以前にシャムから戦闘技術を学んでおり、「カナン」は元々シャムが彼女に付けた名前。シャムのもとへ来る以前は資産家の娘であった様子。両親を亡くしたため戦闘に関わる立場に立たされた。現在でも表向きはダイダラ社の筆頭株主である良家の者。
シャムに「極限」と呼ばれ、また「無敵」とまで呼ばせしめた有能な戦士だが、目的のためではなく個人としての欲望を持てば「孤独」が訪れるとも言い残される。シャムを敬い順じ続けているカナンとは違い師の存在を抹消することで強さを保っている。しかし反面、実際はシャムを超えられないジレンマを抱えている。
カナンとの決戦では追い詰めるが「覚醒」したカナンに敗北。列車から転落しカナンに助けられるも、掴まれた左腕を自らカナンの愛銃ベレッタPx4で射ち千切って落下するが存命しており、その後カナンに「片腕の女」として再び知られることとなる。
漫画版『CANAAN』では冷徹な部分が強調されている。カナンとの最後の戦いでは追い詰めるも、失った共感覚を補いはじめたカナンに反撃を受け敗北。しかしそれを認めず、自らビルに飛び降り、生死不明となった。

### ヘブン出版
大沢 マリア（おおさわ マリア）
声 - 南條愛乃
カナンの親友でヘブン出版のカメラマン。身長162cm。御法川実と共に上海を訪れ、カナンと再会する。過去ウーアウイルスに感染し、父の大沢賢治から与えられた抗ウイルス剤で救われた経緯があるが、彼女自身そのころの記憶は失っている。アニメ本編での生年月日は1990年3月1日で年齢は21歳。
カナンらと共に「蛇」の研究施設「ファクトリー」にまで乗り込むが、自身がカナンの役に立たないことを嘆く。しかし御法川に諭され自分のいる場所こそカナンの帰る所であるという思いを強く持ち、カメラマンとして帰ってきたカナンの写真を撮った。カナンとは互いに掛替えのない存在であり、「蛇」との戦いに巻き込まれてもなお心を通わせていく。
列車でのアルファルドとの決戦の際、カナンを覚醒させるため利用され銃で撃たれ重傷を負う。その上閉じ込められた車両に仕掛けられた時限爆弾が爆発し命が危ぶまれたが、すんでのところでユンユンに助けられる。カナンはマリアの安全のため去り彼女は悲しむが、日本に帰国後の写真展でカナン、そしてアルファルド、二人の「CANAAN」の姿を展示した。
漫画版では最後までカナンと行動し、カメラマンとしてカナンの戦いを見守り、ラストではカナンと再会するためシンガポールへと向かう。アニメ版では御法川や双子のボナー（弟）が胸が発育不足だと発言しているが、漫画版『CANAAN』や漫画『CANAANスフィル』などでは胸が強調されており、ハッコーやアルファルドほどではないが登場する女性キャラクターの中では大きめに描かれている。『CANAANスフィル』ではカナンと一緒に入浴しようとすると、カナンが共感覚で見るマリアの色がいつもとは違って見えるため、その時のマリアをカナンが苦手とするシーンもある。
しっかり者だったゲーム版とは違い能天気な性格になっているが、これは初期案でメインキャラクターとされていた磯千晶をマリアに統合したため。なお、磯千晶本人も『CANAANスフィル』に出演しており、カナンとマリアを性別を超えた恋愛関係だと思っている。
御法川 実（みのりかわ みのる）
声 - 浜田賢二
ヘブン出版の依頼でマリアと共に上海を訪れたフリーライター。身長175cm。世界に認められる一流ジャーナリストになるのが夢。日式バーで出会ったハッコーに好意を寄せていたが、経営者のサンタナとは仲が悪い。しかしサンタナに「自分に何かあればハッコーを頼む」とも言われており、互いにある程度の信頼はあったようである。
サンタナとハッコーを救えなかったことで転職を考えるほど落ち込んでいたが、二人の死後、誰もいなくなった日式バーで自分の思いに区切りをつける。
御法川のキャラクターはマリアと同様にゲーム版とは性格に大きな違いが見られる。また御法川の声を演じた浜田賢二は、スピンオフ元の『3年B組金八先生 伝説の教壇に立て!』でも御法川を担当している。

### 蛇メンバー
リャン・チー（Liang Ji）
声 - 田中理恵
「蛇」のメンバーの女でダイダラ社の社長秘書。身長153cm。アルファルドを病的なまでに愛しており、彼女を「姉様」と呼ぶが、アルファルドからは相手にされていない。玩具の拳銃（BB弾を使用するガスブローバックガンのH&K USP）を常に所持しており、カミングズに撃ったりしている。
中国武術の使い手。秀麗な雰囲気を醸し出すこともあるがそれは表面で、実際の性格はおよそ破綻している。アルファルドの「愛」を得ようとせんがため死んだはずのシャムの名を騙った偽の手紙で彼女を誘き寄せ、米軍に捕えられたところを救出する自作自演を工じるなど滅裂な行動を取った。そのためアルファルドに見限られる。
アルファルドの目を自分に向けさせるためカナン抹殺に固執し、「ファクトリー」で罠を仕掛けハッコーにサンタナを殺させた。しかし対カナンの道具として仕向けたその成果はなく、現れたアルファルドとの対決にも敗れる。リャンはアルファルドに殺されることを願ったが、拒否されたため躁狂し実験段階の共感覚を得る薬を自ら飲み、その作用で髪の色が抜けた鏡に映った自分の姿をカナンだと思い込むほど錯乱する。薬のため余命も僅かとなったリャンは「カナン」を殺せとカミングズに命じた。
カミングズが命令を聞く条件とした「（彼を）愛すること」に応じたリャンは、彼女自身の命令を実行する彼の手により射殺された。
漫画版『CANAAN』では、薬の力で共感覚を得てカナンに挑むも能力を使いこなせず敗北。光（おそらくカミングス）のもとにアルファルドがいると感じ、彼女のもとへと向かい自分の光になってほしいと助けを求めるが、アルファルドに無能と判断され、射殺される。漫画『CANAANスフィル』では、アルファルドに自身の計画に必要の無い存在であると見做され、「かつての自分を見るようだ」という感情から縁を切られるも懲りず、アニメ版同様にシャムの名を騙った偽の手紙でアルファルドを誘い寄せる。
カミングズ（Cummings）
声 - 大川透
「蛇」のメンバーの男。身長183cm。ダイダラ社の社長だが組織での立場はリャンより下。経営者としての能力は高い模様。しばしば、リャンからは拳銃の玩具で撃たれるなど下僕じみた扱いを受けているが、むしろそれを喜びとしている所がある。その実、リャンを心から愛しており「ファクトリー」にて薬物により余命幾許もなくなったリャンを見かねて、彼女から愛を得ることを約束し射殺した。
その後、最終話にて出家した姿を見せている。
漫画版『CANAAN』では崩壊する建物に残り、アルファルドに射殺されたリャンと運命をともにした。漫画『CANAANスフィル』ではリャンとの出会いが描かれている。

### その他の関係者
ユンユン（Yunyun）
声 - 戸松遥
様々な場所でアルバイトをしている少女。身長158cm。口調は「〜ッス」という語尾を多用する。生活は貧しく船上に暮らす。「蛇」に追い廻されるボナーであり、「消えた村」の出身者。両親と兄をウーアウイルスにより亡くしている。ボナーであるがなんら特殊な能力を持たず、身体の変異は盲腸が2つになったのみ。花の模様の痣は、尻の左側に持つ。
リャンに捨て駒として扱われ、カナン抹殺のためダイナマイトで自爆して巻き込もうとしたが、マリアの心を思い遣るカナンに逆に助けられる。マリアたちと打ち解けあうも、「蛇」と訣別することでボナーの延命のための投薬を諦め、故郷で死を迎えるため上海を出た。しかし、同じく「消えた村」の出身者であるハッコーの案内でその地へと向かうマリアたちと再会、一行に加わる。「ファクトリー」にて、ハッコーが見つけてカナンが持ち帰ったボナーの薬を受け取った。
アルファルドとの決戦の際には時限爆弾を仕掛けられた列車車両の連結を外し、マリアを救出する。その後も相変わらずアルバイトに勤しんでおり、手に入れた「蛇」の薬もマリアの父親・賢治により複製が可能であることが分かった。
夏目（なつめ）
声 - 皆川純子
「蛇」に敵対する組織（NGO）に所属する女性。身長170cm。カナンに仕事を依頼したスポンサーでカナンの監視役。「アルファルドと相打ちになれば良い」と言うなどカナンの事はあまり好んではいない。
NGO団体アウルの客員幹部としてCIAが隠蔽している犯罪を暴くべく活動していたがそれは表向きのものであり、結局はそれをエサに米政府を強請っていた。その正体は日本防衛省情報本部統合情報部に所属する諜報員（階級は三佐）。
「ファクトリー」に乗り込んだカナンらに合流し加勢するも、カナンと酷似したボナーを目にしたマリアとユンユンを亡きものとしようとした。そこに現れたアルファルドにより二人を逃した夏目だったが、結果彼女はボナーに関する実験データの入ったデジタルメモリーを得る。意外にもそれを渡したのはアルファルド自身であり、見通すアルファルドにより夏目の正体と目的が語られた。
彼女の真の目的は、リャンとサンタナを焚き付けることでフラワーガーデン計画を公にし、大沢賢治を国際舞台へアピール。ウーアウイルスの抗ウイルス剤を軍産複合体との交渉の切り札にして、日本政府の外交を有利に導くことであった。そのためにカナンを利用しており、アルファルドへのブラフとしていた。自国を有益に導く情報を手中にした夏目は米軍SMU（特殊任務部隊）とPLA（中国人民解放軍）に攻撃を要請し、米政府（CIA）の罪の痕跡に自ら蓋をする。
6機のブラックホークをはじめとした米特殊部隊の進攻による「ファクトリー」の崩落後姿を消したが、最終話のラストシーンではカナンに仕事を依頼し再び現れたアルファルドの情報を伝えている。
ハッコー（Hacko）
声 - 能登麻美子
サンタナが経営するバーで働いている女。身長170cm。常にサンタナと一緒に居る。無口で物静かだが、美人であり人を惹きつける魅力を持っている。まったく喋らないため、御法川は最初彼女を唖者だと思っていた。「蛇」とCIAのウーアウイルス実験の犠牲となった「消えた村」の出身者。
ボナーであり花の模様を脇の下に持つ。自身の声により相手の脳髄に影響を与える特殊な能力を有している。他者への声による影響は強い殺傷力を持っており、囁き声でも周囲の者に甚大な被害を及ぼす。能力は彼女の意思に関わらず声を発するごとに発動する（喋らないのはその為）。
「ファクトリー」でリャンの罠にかかり、発声でサンタナに致命傷を与えてしまう。死を悟ったサンタナの求めに従い「愛してる」と告げたが、やはりその声は彼を絶命させた。愛する男性を失った彼女は助けに来たカナンに応じず拒否。ただユンユンの薬だけを渡し、米軍の攻撃に崩れ落ちる「ファクトリー」内でサンタナと最期を共にした。
サンタナ（Santana）
声 - 平田広明
上海で日本式の夜遊び店（日式バー）を経営する男。身長178cm。ハッコーを大切な存在だと思っている。NGOに協力して、幾人かのアンブルームを「ファクトリー」から逃亡させる手伝いを行っていた。
かつてはCIAに所属しており、「フラワーガーデン計画」の実験とは知らずにハッコーやユンユンらが住んでいた村にウーアウイルスを散布した。その後、「蛇」と結託していたCIAから離脱。自身が手を下してしまった「消えた村」を再び訪れ、その際知り合った夏目と協力して「消えた村」で行われた出来事の真相の調査を行っていた。「ファクトリー」から脱走したハッコーと出会ったのはその頃であるが、ハッコー共々「蛇」に捕えられアルファルド、リャンとも出会っている。
フラワーガーデン計画を公にし米政府（CIA）を摘発するため「蛇」の研究施設「ファクトリー」に再び乗り込むが、リャンの罠にかけられたハッコーの声を聞いてしまい死亡する。

### その他
ネネ
声 - 高垣彩陽
上海の様々な場所に現れる新人アイドル。身長165cm。対テロ国際会議の会場外でも歌った。
タクシードライバー
声 - 中田譲治
マリアと御法川が双子のボナーに追われた際に乗ったタクシーの運転手。その後も何度か御法川たちを乗せタクシーを運転している。建設途中の高速道路からビルに飛び移るなど運転技術は高い模様。ネネのファンで常に彼女の曲を聴いており、テンションが高い。原作における「君塚 八郎」のポジションにあたる人物。
大沢 賢治（おおさわ けんじ）
声 - 斧アツシ
1963年9月16日生まれ。大越製薬研究所所長。マリアの父であり、ウーアウイルスへの抗ウイルス剤開発に成功した。かつて渋谷で起きたウーアウイルステロ事件では、人為的にウーアウイルスに感染させられた二人の娘（マリアとひとみ）を救うために、臨床試験前の抗ウイルス剤を二人に投与した。マリアがアルファルドによって拉致された際にはウーアウイルスへ対応できる重要人物として中国へ向かう。刺客から身を守るためホワイトハウスをも欺く合成映像によって無事に目的地へ到着。米軍によるステルス爆撃機の攻撃もカナンたちの活躍で失敗に終わったことで巻き込まれずに済んだ。
頭山 照男（とうやま てるお）
声 - 塾一久
ヘヴン出版の編集長。御法川とは旧知の仲で、部下のマリアと共に上海に発つように依頼した人物。
声を担当した塾一久は俳優でもあり、ゲームで頭山を演じている。また『3年B組金八先生 伝説の教壇に立て!』ではクヌギ中の教頭役の声を担当している。
ハトリ
声 - 大原崇
夏目と共に行動しているNGO組織の男性。組織活動の一環として反政府的な演説活動も行う。
磯 千晶（いそ ちあき）
声 - 世戸さおり
御法川の知人。携帯電話の声のみの出演だったが、最終話にてマリアの写真展に来場している姿が見られる。
双子のボナー兄
声 - 麦人
カナンたちを襲った兄弟のボナーの兄。2つの心臓を持ったことで高い身体能力を得たが、その代償に通常より速く老化が進んでおり、言動も耄碌している。頭部にボナー特有の花の模様がある。
カナンとの戦いで、その高い身体能力が仇となり電線に絡まり感電死した。
双子のボナー弟
声 - 皆川純子
カナンたちを襲った兄弟のボナーの弟。左手にボナー特有の花の模様がある。マリアを人質にとってカナンをおびき寄せるが、カナンとの戦いの中、弟は自分たちが「消えた村」の出身者であることを語る。とてつもなく軟体だが、成長が少年期で止まっている。カナンに撃たれ皮肉そうな笑みを浮かべながら死亡した。
マリアには偽物の爆弾を仕掛けてカナンをおびき寄せる等、良心らしきものはあったボナーだった。また、漫画版『CANAAN』ではアニメ版に比べ、乱暴ながらマリアに肉まんを与えるなどの優しさを見せる。しかし、マリアを人質にしたため、アニメ版同様カナンに射殺された。
シャム
声 - 大塚明夫
かつてカナンとアルファルドに戦闘技術を教え、育て上げた傭兵の男。身長190cm。アルファルドによって殺された。
アニメ本編ではすでに故人だが、カナン、アルファルドに与えた影響は少なくなく、その存在感は大きい。アルファルドにとって彼は超えるべき存在であり、カナンにとって彼は「光」であった。

## 用語
共感覚（きょうかんかく）
カナンが持つ能力。各脳野の五感がお互いに干渉しあっている（カナンの場合は五感全てが反応し合っているが、実際の共感覚では稀であり、有ってもせいぜい二つか三つなので、共感覚を超えた力とも呼ばれる）、それにより人の感情すら"色"として視覚化することができる（例えば、恐怖なら"緑色"、空腹感なら"灰色"、殺意なら"青色"）。さらには、対象人物の数秒先の行動も見ることができるので、常に相手の一歩先を行く戦闘が可能となる。
対象が視界内にいなくとも、ある程度離れた所の"色"も感じ取ることができるため、敵の接近にいち早く気付いたり、遠く離れたマリアの居場所も感じ取ることができた。
蛇（へび）
アルファルドが率いる武装犯罪組織。CIAと結託しウーアウイルスを用いて人間兵器を作る計画「フラワーガーデン計画」を企てるなど、裏社会で暗躍する。ダイダラ社を経営するなど潤沢な資金源を持っており、NH90を保有するなどテロ組織の枠を超えた充実した武器装備を有する。
ウーアウイルス（UA virus）
かつて日本を震撼させた殺人ウイルス。感染者は約12時間で骨と骨格筋以外のあらゆる場所から出血し、致死率は100%と言われる。日本の大越製薬で抗ウイルス剤が開発されている。「ウーア」とはスワヒリ語で「花」または「死」を意味する言葉。
ボナー（boner）
ウーアウイルスの感染により、その影響で何らかの身体の変異や特殊な能力を発現した人間の事。体のどこかに花のような模様となった痣を持つ（毛細血管が皮膚上に現れて発生している）。「蛇」とCIAによる「フラワーガーデン計画」の人体実験により生み出された存在で、劇中登場するボナー（アンブルームも）は全て「消えた村」の出身者。
ボナーが生き続けるには「蛇」が用意する特別な薬が必要不可欠である。その名は「傑作」を意味する。
アンブルーム（unbloom）
ウーアウイルス感染者でボナーになれなかった人間の事。体のどこかに花のような模様を持つのはボナーと同じだが、特殊な身体の変異や能力の発現はない。またボナーのように薬で感染の症状を抑えることはされず、「蛇」が誂えた着ぐるみの頭部のような被り物を着用することで命を永らえさせている。
その名には「決して花を咲かせぬ種（タネ）＝出来損ない」という意味がある。
フラワーガーデン計画（フラワーガーデンけいかく）
ウーアウイルスを用いて人間兵器を作り出す人体実験計画。かつて結託した「蛇」とCIAが「ファクトリー」を拠点として推進していた。
ヘブン出版（ヘブンしゅっぱん）
御法川やマリアが所属する出版社。
ダイダラ社（DAEDARA Co.）
「蛇」の隠れ蓑である外資系PMC（民間軍事会社）。上海で行われた「対テロ国際会議」の警備に当たる。
消えた村（きえたむら）
カシミール地方に存在する小さな村。家財道具や一切をそのまま残して、ある日を境に住民たちが忽然と消えた。
村人の謎の失踪のその真相は、「蛇」と結託したCIAのウーアウイルスによる人体実験の舞台にこの村が選ばれ、住民が強制的に「フラワーガーデン計画」の被験者にされた事による。感染により多くの者が死亡したが、生き永らえた者も拉致され「ファクトリー」に収容されて、研究の材料とされた。
ハッコーとユンユンの故郷である。
ラングレー（Langley, VA ）
CIA（中央情報局）の通称。本部所在地のバージニア州ラングレーが由来。
ファクトリー（factory）
かつてアルファルド主導の下、「蛇」が作った「フラワーガーデン計画」の研究施設。巨大な遺跡を刳り貫いて建設されている。サンタナ曰く「呪われし花園」。「フラワーガーデン計画」の終了とともにすでに放棄されていた。

## スタッフ
- 原作 - チュンソフト「428 〜封鎖された渋谷で〜」[5]
- 原案 - 奈須きのこ[2]
- 監督 - 安藤真裕[2]
- シリーズ構成・脚本 - 岡田麿里[2]
- キャラクター原案 - 武内崇[5]
- キャラクターデザイン・総作画監督 - 関口可奈味
- 美術監督 - 脇威志
- 色彩設計 - 井上佳津枝
- 撮影監督 - 並木智
- 音響監督 - 明田川仁[5]
- 音楽 - 七瀬光
- プロデューサー - 大島靖、イシイジロウ、斎藤滋、川村仁、堀川憲司、福良啓
- アソシエイトプロデューサー - 山崎史紀、小田ツヨシ、小坂竜司、中村伸行
- アニメーション制作 - ピーエーワークス[2]
- 製作 - Project CANAAN[5]

## 主題歌
オープニングテーマ「mind as Judgment」
作詞 - 畑亜貴 / 作曲・編曲 - 上松範康 / 歌 - 飛蘭
※第11話と第13話はオープニングテーマなし。第13話はエンディングに流された。
エンディングテーマ「My heaven」
作詞 - 畑亜貴 / 作曲・編曲 - myu / 歌 - Annabel
挿入歌「チャイナ気分でハイテンション!」（第1話 - 第4話）
作詞 - 岡田麿里 / 作曲 - 俊龍 / 編曲 - 安藤高弘 / 歌 - ネネ（高垣彩陽）
挿入歌「いのちなんだよ」（第6話、第8話）
作詞 - 岡田麿里 / 作曲 - 俊龍 / 編曲 - 虹音 / 歌 - ネネ（高垣彩陽）
挿入歌「LIFE」（第13話）
作詞・作曲 - yozuca* / 編曲 - 安瀬聖 / 歌 - ネネ（高垣彩陽）
イメージソング「AROUSING SOUL」
作詞 - 畑亜貴 / 作曲・編曲 - 齋藤真也 / 歌 - 飛蘭

## 各話リスト
| 話数     | サブタイトル                     | 画コンテ | 演出              | 作画監督                      |
| -------- | -------------------------------- | -------- | ----------------- | ----------------------------- |
| 第一話   | 洪色魔都（コウショクマト）       | 安藤真裕 | 安藤真裕          | 関口可奈味                    |
| 第二話   | 邪気乱遊戯（ジャケラユウギ）     | 安藤真裕 | 浅井義之          | 吉田優子                      |
| 第三話   | 阿断事（アダゴト）               | 岡村天斎 | 許琮              | 洪錫杓                        |
| 第四話   | 呉れ泥む（クレナズム）           | 安藤真裕 | 矢萩利幸          | 石井明治、堀内博之            |
| 第五話   | 灯ダチ（トモダチ）               | 岡村天斎 | 安斎剛文          | 吉田優子                      |
| 第六話   | LOVE & PIECE（ラブアンドピース） | 安藤真裕 | 浅井義之          | 川面恒介                      |
| 第七話   | 慕漂（ボヒョウ）                 | 岡村天斎 | 安斎剛文          | 石井百合子                    |
| 第八話   | 乞（コイ）                       | 増井壮一 | 太田知章          | 洪錫杓、許宰銑                |
| 第九話   | 過去花（カコバナ）               | 西村純二 | 許琮              | 石井明治                      |
| 第十話   | 想執（ソウシツ）                 | 西村純二 | 浅井義之          | 谷口守泰、鈴木美咲            |
| 第十一話 | 彼女添（シーソー）               | 安藤真裕 | 安斎剛文          | 石井百合子                    |
| 第十二話 | 忌殺劣者（キセツレッシャ）       | 安藤真裕 | 許琮              | 許宰銑、小谷杏子              |
| 最終話   | キボウノチ                       | 安藤真裕 | 安藤真裕 安斎剛文 | 関口可奈味、石井明治 山下喜光 |

## 放送局
| 放送地域   | 放送局                   | 放送期間                 | 放送日時           | 放送系列       | 備考                       |
| ---------- | ------------------------ | ------------------------ | ------------------ | -------------- | -------------------------- |
| 東京都     | TOKYO MX                 | 2009年7月4日 - 9月26日   | 土曜 22:30 - 23:00 | 独立UHF局      |                            |
| 埼玉県     | テレ玉                   | 2009年7月4日 - 9月26日   | 土曜 24:30 - 25:00 | 独立UHF局      |                            |
| 千葉県     | チバテレビ               | 2009年7月6日 - 9月28日   | 月曜 26:10 - 26:40 | 独立UHF局      |                            |
| 神奈川県   | tvk                      | 2009年7月7日 - 9月29日   | 火曜 25:45 - 26:15 | 独立UHF局      |                            |
| 近畿広域圏 | 関西テレビ               | 2009年7月7日 - 9月29日   | 火曜 26:05 - 26:35 | フジテレビ系列 |                            |
| 中京広域圏 | 東海テレビ               | 2009年7月9日 - 10月8日   | 木曜 27:35 - 28:05 | フジテレビ系列 |                            |
| 日本全域   | AT-X                     | 2009年7月28日 - 10月20日 | 火曜 11:30 - 12:00 | CS放送         | リピート放送あり           |
| 富山県     | 富山テレビ               | 2009年9月5日 - 12月5日   | 土曜 26:50 - 27:20 | フジテレビ系列 | P.A.WORKS所在地            |
| 日本全域   | ニコニコアニメチャンネル | 2009年9月7日 - 9月28日   | 月曜 19:00 - 19:30 | ネット配信     | 一週間限定 8話より配信開始 |

| TOKYO MX 土曜22:30 - 23:00枠         | TOKYO MX 土曜22:30 - 23:00枠 | TOKYO MX 土曜22:30 - 23:00枠                                  |
| 前番組                               | 番組名                       | 次番組                                                        |
| ------------------------------------ | ---------------------------- | ------------------------------------------------------------- |
| The Hills シーズン3 ↓ 音楽のある風景 | CANAAN                       | 片岡鶴太郎のにっぽん蕎麦紀行 ～窮められしそばの世界を求めて～ |

## DVD / BD
ポニーキャニオンよりDVDと、5.1chサラウンド音声仕様のBDが発売される。ジャケットは総作画監督の関口可奈味による描き下ろし。8Pリーフレットを同梱。またBD版のみ特殊デジパック仕様の初回限定仕様が発売される。
| 巻数  | 発売日             | 収録内容               | 初回限定仕様                                          |
| ----- | ------------------ | ---------------------- | ----------------------------------------------------- |
| Vol.1 | 2009年10月21日発売 | 第1話、第2話           | 64P設定資料集「Inside CANAAN」同梱                    |
| Vol.2 | 2009年11月27日発売 | 第3話、第4話           | 32Pイラスト集「CANAAN Illustrations」同梱             |
| Vol.3 | 2009年12月25日発売 | 第5話、第6話           | 全巻収納BOX付属                                       |
| Vol.4 | 2010年1月29日発売  | 第7話、第8話           | 特製カレンダー「CANAAN 2010〜11」同梱                 |
| Vol.5 | 2010年2月26日発売  | 第9話、第10話          | 32Pドキュメンタリーブック「CANAAN sequence note」同梱 |
| Vol.6 | 2010年3月17日発売  | 第11話、第12話、最終話 | 32P設定資料集「CANAAN -setting materials-」同梱       |

## 映画
2009年10月公開。テレビアニメ版全13話を3部に分割しての上映（単館上映）。コミックマーケット76にてテレホンカードとDVDを付属した前売り券セットが販売された。

## 書誌情報

### 漫画

#### CANAAN
『月刊コンプエース』2009年8月号に『CANAAN 〜プロローグ〜』として掲載され、同9月号より連載開始。本編のコミカライズ。漫画は石田あきら。TV版と多少人物・展開が異なっている。
- 石田あきら（漫画）・チュンソフト「428 〜封鎖された渋谷で〜」（原作）、『CANAAN』 角川書店（発行）・角川グループパブリッシング（発売）〈カドカワコミックス・エース〉、全3巻
  1. 2010年1月26日発行（1月22日発売[6]）、ISBN 978-4-04-715381-3
  2. 2010年7月26日発行（7月21日発売[7]）、ISBN 978-4-04-715487-2
  3. 2011年2月26日発行（2月23日発売[8]）、ISBN 978-4-04-715635-7

#### CANAAN スフィル
携帯コミック誌『週2コミック! ゲッキン』2010年3月1日配信回（初回）より連載開始。またウェブコミック誌『Webコミックゲッキン』でも再配信されている。「428」と「CANAAN」を繋ぐ物語。漫画は細雪純。
- 細雪純（漫画）・チュンソフト「428 〜封鎖された渋谷で〜」（原作）、『CANAAN スフィル』 エモーション（発行）・角川グループパブリッシング（発売）〈エモーションコミックス〉、全3巻
  1. 2010年12月10日発行（12月8日発売[9]）、ISBN 978-4-04-899202-2
  2. 2011年5月10日発行（5月7日発売[10]）、ISBN 978-4-04-899223-7

#### CANAANコミックアンソロジー
一迅社、DNAメディアコミックス。執筆者は御心惟・CHAN×CO・乃花タツ・山本京・安藤ひさ・うめ・黄鶏・KAY・高原由・天空すふぃあ・凪庵・奈春・二階堂ぽち・ぴすとん・ホネ・ますやまけい・麻璃音・森。ISBN 978-4-7580-0520-3（2009年10月24日発売）

### 小説
杉原智則によるノベライズ作品、イラストは関口可奈味。角川スニーカー文庫より刊行。原作サイドに許可を取った上で『428』と『CANAAN』をより深い部分で融合させる事を目指し、アニメでははっきりとは語られていない『428』の根幹のネタバレにあたる部分も盛り込んでいる。
- チュンソフト（原作）・杉原智則（著）・関口可奈味（イラスト）、角川書店〈角川スニーカー文庫〉、全2巻
  - 『CANAAN 上』、2009年12月26日発売[12]、ISBN 978-4-04-430010-4
  - 『CANAAN 下』、2010年2月27日発売[13]、ISBN 978-4-04-430011-1

### その他
CANAAN OFFICIAL FANBOOK
一迅社、DNAメディアコミックス刊、ポストメディア編集部・編。ISBN 978-4-7580-1156-3（2010年2月12日発売）

## WEBラジオ
『CANAAN』Radio（レイディオ）と題した本作のインターネットラジオ番組。PC向けと携帯向けの2つが配信された。携帯版のデータ上の表記は『CANAAN RADIO「裏・上海飯店 蛇通信」』と、「Radio」が「RADIO」になっている。配信はPC向けと携帯向けが交互に隔週金曜日に更新される形で行われた。なお、この2つの番組では『428 〜封鎖された渋谷で〜』のBGMが使用されている。
また、後にCANAAN公式サイトにて「ネネのねぇねぇちょっと聞いてよ!」という番組も配信された。

### マリアとユンユンの上海飯店で会いましょう
アニメイトTVでPC向けに配信されたインターネットラジオ番組。全12回。パーソナリティは南條愛乃（大沢マリア役）と戸松遥（ユンユン役）。テレビアニメ『CANAAN』の登場人物である大沢マリアとユンユンが、バイト先である「上海飯店」から配信しているラジオという設定。『裏・上海飯店 蛇通信』に対して通称『表』とも呼ばれる。パーソナリティ対戦形式のコーナーがいくつかあり、毎回くじ引きで扱うコーナーを決める。その勝者には7つ集めたら願い事が叶うという「上海玉」が加算された。
コーナー
上海通信
いわゆるふつおたのコーナー。
上海ほうれん荘
お題と3つのヒントを募集し、パーソナリティがそこから連想されるものを当てるコーナー。
上海原人：Who are you?
実在・架空を問わず、有名な人物・キャラクターとそれを連想させるヒントを募集し、パーソナリティがそれを当てるコーナー。
上海チアガールズ
リスナーの悩みなどを募集し、パーソナリティがエールを送るコーナー。
上海パラダイム
パーソナリティが無造作な文字を並べ替えて単語を完成させるコーナー。
オーナーからの極秘指令
上海飯店からの無茶振り的な指令がパーソナリティに課せられるコーナー。
ユンユンの中国語でしゃべっチャイナ
ユンユン（戸松）が中国語の短文を紹介するショートコーナー。
マリアの相談室
リスナーの簡単な悩みをマリア（南條）が簡単に解決するショートコーナー。

配信日程
| 配信回 | 配信開始日     | タイトル |
| ------ | -------------- | --- |
| 第1夜  | 2009年7月3日   | 「ネタ要素満載だからですよ！」 「マジで〜〜っ」                                                                                               |
| 第2夜  | 2009年7月17日  | 「中国語をまねする戸松遥をまねする南條愛乃――みたいな風になってますよね？」 「なってるね（笑） 一部のマニアにうけていいんじゃないでしょうか♪」 |
| 第3夜  | 2009年7月31日  | 「このコーナーはどのコーナーも消費量が激しいんですよ！」 「そうだね、HPも、MPもね――」                                                         |
| 第4夜  | 2009年8月14日  | 「あたしの分まで、夏を満喫して！」 「そんな悲しいこと、言わないでっっ！」                                                                     |
| 第5夜  | 2009年9月1日   | 「ただいまっ！」 「お帰りっ♪待ってたよ！！」                                                                                                  |
| 第6夜  | 2009年9月11日  | 「卵を一日に何個も食べるあの方ですよ！」 「あ、本物の卵の方か！漫画家さんの方じゃなくて――」                                                   |
| 第7夜  | 2009年10月16日 | 「落込んだリスナーさんからたくさん届いております！」 「落ち込みすぎだろ、みんな！大丈夫か？！」                                               |
| 第8夜  | 2009年10月30日 | 「書いてある、書いてある！ やだ、この空気！ 書いてあるんだよ〜〜っ！」 「ちょっと私、何かこう、何かジョルノの新しい一面を見た気がする！」     |
| 第9夜  | 2009年11月16日 | 「まるで上海球みたいな――」 「そうっ！上海球みたいな！そう！もろそういう感じの！！」                                                           |
| 第10夜 | 2009年11月27日 | 「新撰組で知ってるのは――沖田さん…とか？」 「友達かっっ！！」                                                                                  |
| 第11夜 | 2009年12月11日 | 「ピチピチだぜ？全身タイツは Welcome！ だけど、ピチピチだぜ？」 「そっちは、Welcome？」                                                       |
| 第12夜 | 2009年12月25日 | 「上海、ありがとうございます！行きたかったんです♪」 「？！そっちまで行っちゃった（笑）」                                                      |

### 裏・上海飯店 蛇通信
『アニメイト ON AIR!』『モバイルアニメイト』『声優アニメイト+hm3』で携帯向けに配信されていたインターネットラジオ番組。全10回。3サイトとも同内容。パーソナリティは田中理恵（リャン・チー役）と大川透（カミングズ役）。通称『裏』とも呼ばれる。バックナンバー配信は過去4回分まで。2009年9月18日からHiBiKi Radio Stationでも配信された。
コーナー
蛇通信
フツオタコーナー。ブラックな内容もOK。
リャン・チー様のお言葉 アメとムチ
悩み相談、癒される様なアドバイス「アメ」とびしっとしたアドバイス「ムチ」をリスナーが指定できるコーナー。
カミングズの上海オヤジなぞなぞ
「オヤジギャグ」と「なぞなぞ」をミックスした「オヤジなぞなぞ」を募集するコーナー。
その他
番組への要望、質問など他のコーナーに該当しない内容を扱うコーナー。

配信日程
| 配信回 | 配信開始日（携帯） |
| ------ | ------------------ |
| 第1夜  | 2009年7月10日      |
| 第2夜  | 2009年7月24日      |
| 第3夜  | 2009年8月7日       |
| 第4夜  | 2009年8月21日      |
| 第5夜  | 2009年9月4日       |
| 第6夜  | 2009年9月18日      |
| 第7夜  | 2009年11月25日     |
| 第8夜  | 2009年12月14日     |
| 第9夜  | 2009年12月18日     |
| 第10夜 | 2010年1月5日       |

### DJCD
『上海飯店で会いましょう』名義だが、『蛇通信』と合わせた内容になっており全編新規録り下ろし。第弐巻が『上海飯店』の『表』、『裏』合同の本当の最終回となっている。
- 第壱巻（2009年12月23日発売）
- 第弐巻（2010年02月24日発売）

### ネネのねぇねぇちょっと聞いてよ!
CANAAN公式サイトで配信されていたインターネットラジオ番組（全19回）。パーソナリティはアニメに登場する上海のアイドル「ネネ」（声：高垣彩陽）で、彼女の「上海で人気の番組」が実際にアーカイブ配信されているという設定だった。そのため、番組途中で架空のコマーシャルや交通情報などが演出として入っている。
なおラジオの内容はアニメの世界や時間軸と関わっており、実際にアニメ13話（最終回）の本編中でラジオvol.10の一部内容が流れるなど、相互にリンクする形が取られた。
ラジオネームは「ラジオネネーム」、あいさつは「こんばんチャイ」とするのが決まり台詞。
コーナー
ザ・ギョーカイウォーカー
新人アイドルであるネネが芸能界を生き抜くために様々なミッションをこなしていくコーナー。ネネには「芸能人ランク」が設けられておりミッションの成否で上下する。ランクの下がり具合によっては罰ゲームが科せられていた。
だじゃれジングル
ネネの特技であるだじゃれを募集するコーナー。
ネネのスケジュール帳
アイドルであるネネの（架空の）スケジュールを告知するコーナー。

配信日程
| 配信回 | 配信開始日     |
| ------ | -------------- |
| Vol.1  | 2009年7月31日  |
| Vol.2  | 2009年7月31日  |
| Vol.3  | 2009年8月7日   |
| Vol.4  | 2009年8月21日  |
| Vol.5  | 2009年8月21日  |
| Vol.6  | 2009年8月28日  |
| Vol.7  | 2009年9月4日   |
| Vol.8  | 2009年9月11日  |
| Vol.9  | 2009年9月18日  |
| Vol.10 | 2009年9月28日  |
| Vol.11 | 2009年10月3日  |
| Vol.12 | 2009年10月9日  |
| Vol.13 | 2009年10月16日 |
| Vol.14 | 2009年10月23日 |
| Vol.15 | 2009年10月30日 |
| Vol.16 | 2009年11月6日  |
| Vol.17 | 2009年11月13日 |
| Vol.18 | 2009年11月20日 |
| Vol.19 | 2009年11月27日 |